# الغزو الإسباني ليوكاتان

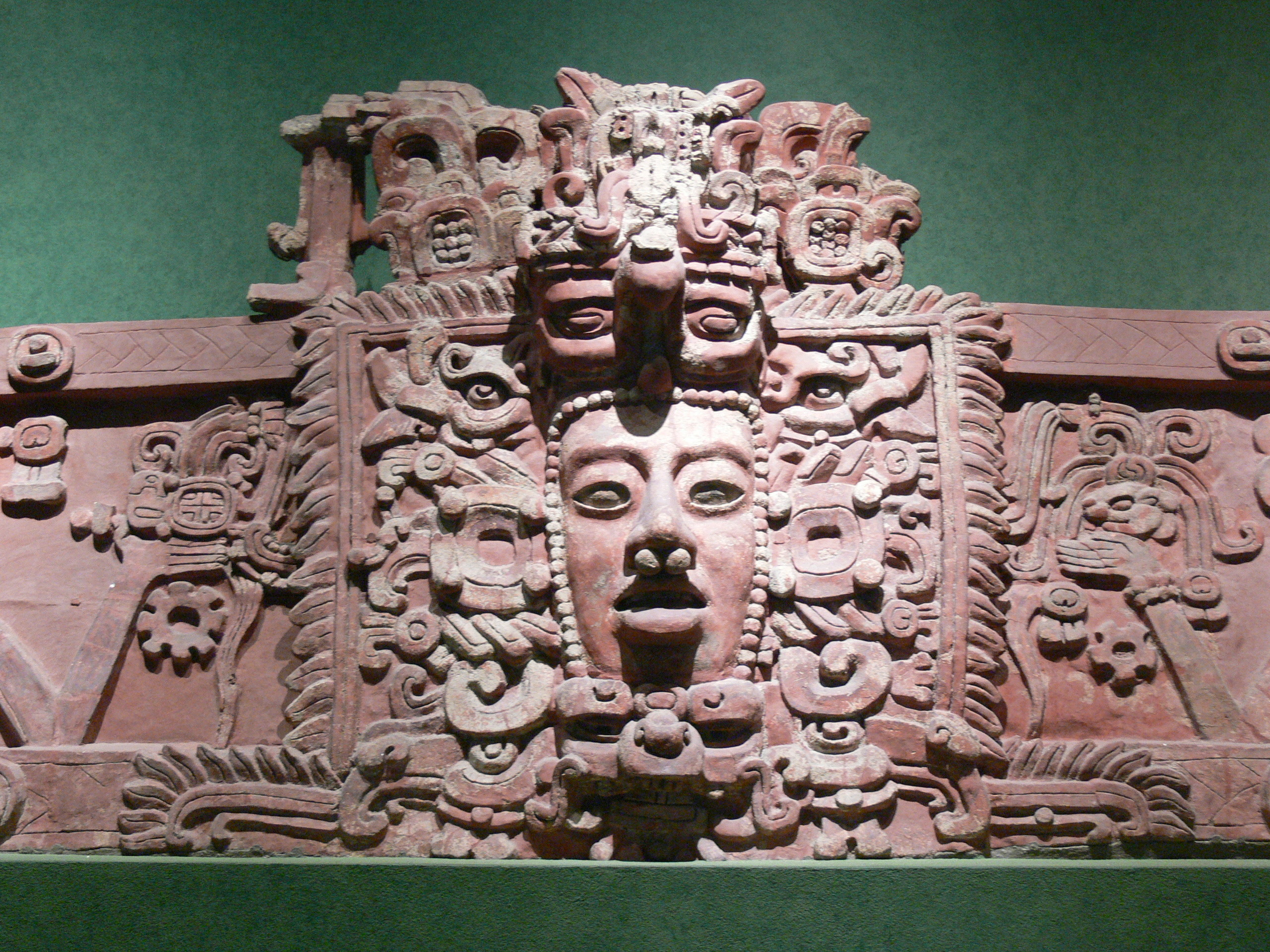

الغزو الإسباني ليوكاتان هو الحملة التي قام بها الغزاة الإسبان ضد ولايات البوستكلاسيك التابعة لشعب المايا في شبه جزيرة يوكاتان، وهي عبارة عن سهل من الحجر الجيري الواسع المغطي لجنوب شرق المكسيك وشمال غواتيمالا وكل منطقة بليز. أعيق الغزو الإسباني لشبه جزيرة يوكاتان بسبب التفكك السياسي للدولة. وضع الإسبان إستراتيجية من أجل حشد السكان الأصليين في البلدات الاستعمارية المتأسسة حديثًا. فر المقاومون للمستوطنات الجديدة المنشأة حديثًا إلى مناطق متعذر الوصول إليها مثل الغابات أو انضموا إلى مجموعات المايا المجاورة التي لم تقع بعد تحت سيطرة الإسبان. كان استخدام تكتيك الكمائن مفضلًا لدى شعب المايا. شملت الأسلحة الإسبانية السيوف العادية والسيوف ذوات الحدين والرماح والرماح النصفية والمدفعيات الخفيفة. قاتل محاربو المايا باستخدام الرماح ذات الفتائل والأقواس والسهام والحجارة، وارتدوا دروعًا مبطنة من أجل حماية أنفسهم. أدخل الإسبان عددًا من أمراض العالم القديم التي لم تكن معروفة من قبل في الأمريكتين، ما أدى إلى ظهور الأوبئة المدمرة التي اجتاحت السكان الأصليين.
ربما حدثت أول مواجهة مع شعب المايا في يوكاتان عام 1502 عندما صادفت الرحلة الرابعة لكريستوفر كولومبوس زورقًا تجاريًا كبيرًا قبالة هندوراس. لجأ الناجون الإسبان من القافلة المغمورة للسفينة المسماة سانتا ماريا دي لا بارسا إلى مجموعات السكان الأصليين على طول الساحل الشرقي لشبه الجزيرة في عام 1511. أجرى إرنان كورتيس محادثة مع اثنين من الناجين: جيرونيمو دي أغيلار وغونزالو غيريرو بعد ست سنوات. وصل فرانسيسكو هرنانديز إلى اليابسة على طرف شبه الجزيرة في عام 1517. واصل رحلته على طول الساحل وعانى من خسائر فادحة إثر معركة ضارية في كامبوتون، ما اضطره إلى التراجع إلى كوبا. اكتشف خوان دي جريخالبا الساحل في عام 1518، واستمع إلى حكايات من الإمبراطورية الأزتكية الغنية غربًا. أبحر إرنان كورتيس -نتيجة لهذه الشائعات- مع أسطول آخر. استمر من كوزوميل في جميع أنحاء شبه الجزيرة إلى تاباسكو حيث خاض معركة في بوتونشان، وواصل كورتيس قهر إمبراطورية الأزتك من هناك. في عام 1524، قاد كورتيس رحلة استكشافية كبيرة إلى هندوراس عبر جنوب كامبيتشي وعبر بيتين فيما يعرف الآن شمال غواتيمالا. في 1527 أبحر فرانسيسكو دي مونتيجو من إسبانيا مع أسطول صغير. غادرت الحاميات على الساحل الشرقي، وخضع شمال شرق شبه الجزيرة. ثم عاد مونتيجو إلى الشرق ليجد أنه قد قُضي على حامياته، استخدم سفينة إمداد من أجل استكشاف الجنوب قبل العودة إلى جميع أنحاء شبه الجزيرة بأكملها ثم الإكمال إلى وسط المكسيك. هدأ مونتيجو تاباسكو تحت أثير ابنه الذي يدعى أيضًا فرانسيسكو دي مونتيجو.
نقل الأسبان قاعدة عملياتهم إلى كامبيتشي في عام 1531، صدوا هجومًا كبيرًا شنه شعب المايا. بعد هذه المعركة، أسس الإسبان مدينة في مدينة تشيتشن إيتزا في الشمال. بحلول منتصف عام 1533، تمردت المايا المحلية وفرضت الحصار على الحامية الإسبانية الصغيرة، التي أجبرت على الفرار بعد ذلك. قرب نهاية عام 1534 -أو بداية عام 1535- تراجع الأسبان من كامبيتشي إلى فيراكروز. فشلت المحاولات السلمية في عام 1535 لأمر الفرنسيسكان من أجل دمج يوكاتان ضمن الإمبراطورية الإسبانية بعد أن جدد الوجود العسكري الإسباني في شامبوتون. كانت شامبوتون آخر موقع استيطاني إسباني في يوكاتان ومعزولة بين سكان معاديين. أُسس أول مجلس مدينة إسباني دائم في شبه الجزيرة بأكملها في 1541-1542 في كامبيتشي وماردة. عندما اعتنق سيد ماني القوي الديانة الكاثوليكية الرومانية، شجع خضوعه لإسبانيا وتحوله إلى المسيحية أمراء المقاطعات الغربية إلى قبول الحكم الأسباني. انتفض تحالف من المقاطعات الشرقية ضد الإسبان في أواخر عام 1546 ولكن محاولتهم باءت بالفشل. هُزمت المايا الشرقية في معركة واحدة، والتي كانت بمثابة الفتح الأخير للجزء الشمالي من شبه جزيرة يوكاتان.
بقيت أنظمة بيتين في الجنوب مستقلة واستقبلت الكثير من اللاجئين الفارين من الولاية القضائية الإسبانية. في عام 1618 وعام 1619، حاولت مهمتان فرنسيتان فاشلتان التحويل السلمي لإيتزا الوثنية. في عام 1622، ذبحت إيتزا فرقتين إسبان أثناء محاولتهم الوصول إلى عاصمتهم نوهبيتين. انتهت هذه الأحداث من كل المحاولات الإسبانية للاتصال بـ إيتزا حتى عام 1695. حاولت عدد من البعثات الإسبانية الوصول إلى نوهبيتين على مدار عامي 1695 و1696 عن طريق المستعمرات الإسبانية المستقلة المتبادلة في يوكاتان وغواتيمالا. بدأ الإسبان في أوائل عام 1695 ببناء طريق من كامبيتشي جنوبًا نحو بيتين حيث كثفوا نشاطهم مع خسائر كبيرة في بعض الأحيان من جانب الإسبان. شن مارتن دي أورزوا ي أريزمندي -حاكم ولاية يوكاتان- هجومًا على نوبتين في مارس 1697؛ سقطت المدينة بعد معركة قصيرة. مع هزيمة إيتزا، سقطت آخر مملكة محلية مستقلة في الأمريكتين أمام الإسبان.

## الجغرافيا

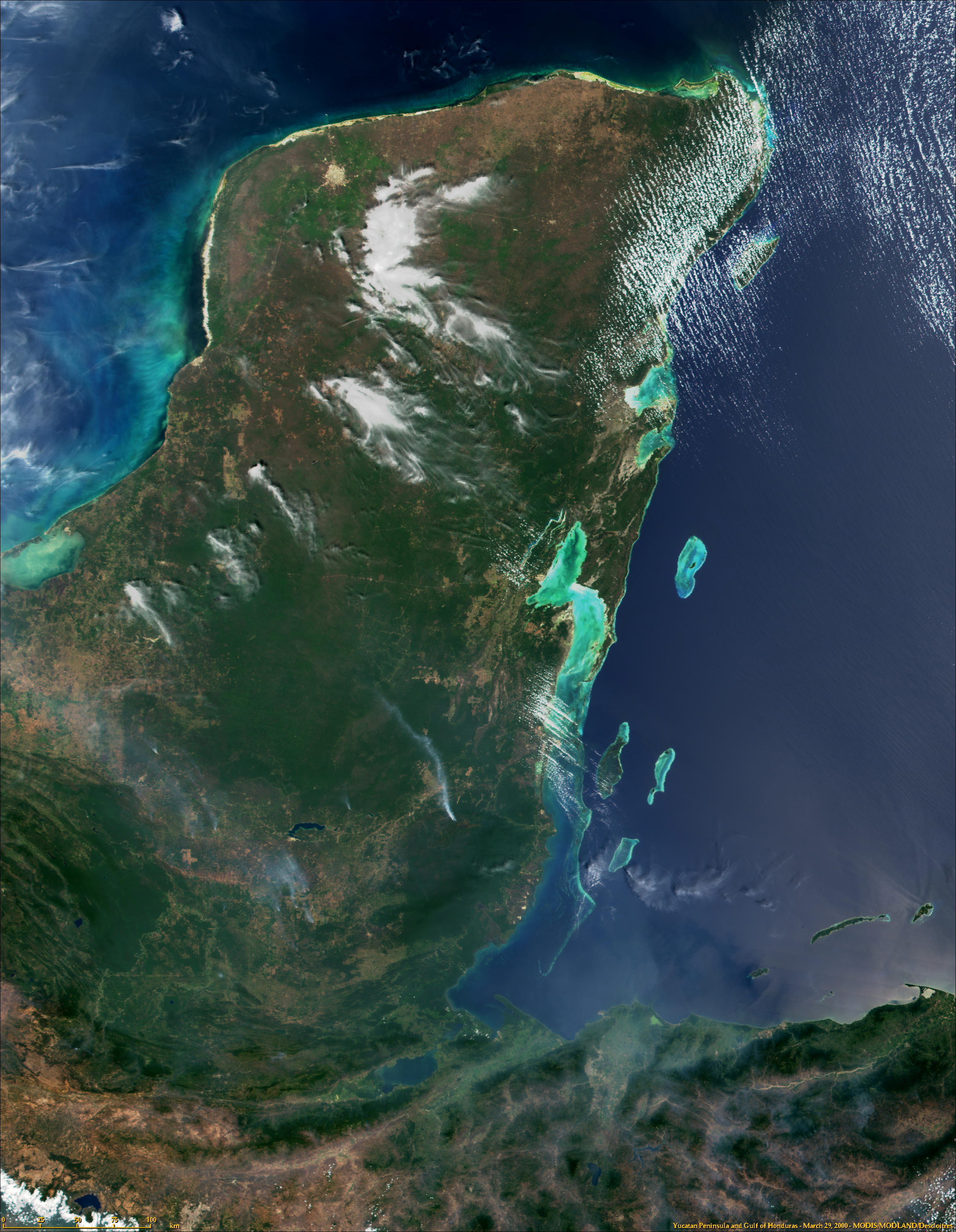
خليج هندوراس

يحد البحر الكاريبي شبه جزيرة يوكاتان من الشرق وخليج المكسيك من الشمال والغرب. يمكن تحديدها بخط يمتد من «لاغونا دي تيرمينوس» على ساحل الخليج حتى خليج هندوراس على ساحل البحر الكاريبي. تضم الولايات المكسيكية الحديثة مثل يوكاتان وكينتانا رو وكامبيتشي والجزء الشرقي من ولاية تاباسكو ومعظم مناطق غواتيمالا في بيتين، وكل منطقة بليز. تتشكل معظم شبه الجزيرة بواسطة سهل شاسع مع عدد قليل من التلال أو الجبال والساحل المنخفض عمومًا. يمتد ساحل صخري مرتفع يبلغ طوله 15 كيلومترًا جنوبًا من مدينة كامبيتشي على ساحل الخليج. يوجد عدد من الخلجان على طول الساحل الشرقي لشبه الجزيرة، ويوجد خليج أسينسيون من الشمال إلى الجنوب، بالإضافة لإسبيريتو سانتو باي وشيتومال باي وخليج أماتيك. يتميز الساحل الشمالي بمنطقة ساحلية رملية واسعة. تقع ولاية يوكاتان أقصى شمال شبه الجزيرة تقريبًا، لها حجر أساس مكون من حجر جيري سينوزوي مسطح. إلى الجنوب من ذلك، يرتفع الحجر الجيري ليشكل سلسلة منخفضة من تلال بوك، مع وجود وشاح أولي حاد يمتد لمسافة 160 كيلومترًا شرقًا من ساحل الخليج بالقرب من شامبوتان، وينتهي على بعد حوالي 50 كم من ساحل البحر الكاريبي بالقرب من حدود كوينتانا رو. تصل التلال إلى أقصى ارتفاع يبلغ 170 مترًا.
تواجه الأجزاء الشمالية الغربية والشمالية من شبه جزيرة يوكاتان أمطارًا أقل من بقية شبه الجزيرة وتتميز هذه المناطق بأساس من الحجر الجيري سهل الاختراق ما يؤدي إلى انخفاض مستوى المياه السطحية. ينتج عن جيولوجيا الحجر الجيري هذه ترشيح معظم مياه الأمطار مباشرة من خلال الأساس إلى المنطقة المصابة، إذ تتدفق ببطء إلى السواحل من أجل تكوين ينابيع كبيرة. ترتفع ينابيع المياه العذبة المختلفة على طول الساحل من أجل تشكيل ثقوب الري. تسبب ترشيح مياه الأمطار عبر الحجر الجيري تكوين أنظمة كهوف واسعة النطاق. تكون هذه الصخور الكهفية عرضة للانهيار وتشكيل أحواض المياه العميقة إذا كان قاع الكهف أعمق من مستوى المياه الجوفية.
في المقابل، يتميز الجزء الشمالي الشرقي من شبه الجزيرة بالمستنقعات الحراجية. يفتقر الجزء الشمالي من شبه الجزيرة إلى الأنهار -باستثناء نهر شامبوتون- وتقع جميع الأنهار الأخرى في الجنوب. يتدفق نهر سيبون من الغرب إلى الشرق من جنوب وسط كوينتانا رو إلى بحيرة باكالار على ساحل البحر الكاريبي، يتدفق ريو هوندو شمالًا من بليز ليفرغ في نفس البحيرة. تفرغ بحيرة باكالار في خليج شيتومال. يتدفق نهر ريو نويفو من بحيرة لاماناي في بليز شمالًا إلى خليج شيتومال. يتدفق نهر موبان ونهر ماكال عبر بليز وينضمان لتشكيل نهر بليز الذي يصب في البحر الكاريبي. في الجنوب الغربي من شبه الجزيرة ونهر سان بيدرو ونهر كانديلاريا ونهر مامانتيل والتي تشكل جميعًا جزءًا من مصرف خليج المكسيك.